# 津村博
津村 博（つむら ひろし、1901年3月21日 - 1944年）は、日本の俳優である。本名は樋村 滋男（ひむら しげお）。後年は津村 膠（つむら こう）ないし津村 嵺（読み同じ）と名乗った。芸名の表記は津村 宏、津村 謬、津村 嘐、津村 漻と揺れが見られる。

## 人物・来歴
1901年（明治34年）3月21日、東京府東京市小石川区（現在の東京都文京区小石川地区）に生まれる。
日本統治時代の台湾・台北州（現在の中華民国台北市）に移り、旧制・台北州立台北第一中学校（現在の台北市立建国高級中学）に進学、同校を卒業後、旧制・台北高等商業学校（現在の台湾大学管理学院）に進学、同校を1924年（大正13年）3月に卒業している。同年、内地に渡り、帝国キネマ演芸の俳優であった根津新の私的門弟になり、根津が同年の後半に東亜キネマ甲陽撮影所に移籍、津村も同行し、同年12月25日（12月24日）に公開された『海の悲劇』（監督阪田重則）に出演して、満23歳で映画界にデビューした。
1925年（大正14年）6月には、牧野省三が東亜キネマを退社、御室撮影所を開いてマキノ・プロダクションを設立、津村は、東亜キネマからマキノへ移籍、師の根津は東亜キネマに残った。翌1926年（大正15年）3月12日（3月7日）に公開されたサイレントの時代劇映画『臆病武士』（監督富沢進郎）で主役に抜擢され、同社の新進スターとして活動を始める。1929年（昭和4年）7月25日、牧野省三が亡くなり、同年9月にマキノ正博を核とした新体制が発表になると、津村は、嵐冠三郎、荒木忍、南光明、根岸東一郎、谷崎十郎、阪東三右衛門、市川米十郎、東郷久義、市川幡谷、實川芦雁、桂武男らとともに「俳優部男優」に名を連ねた。その後、新体制下のマキノ・プロダクションは財政が悪化したが、1931年（昭和6年）7月、同社の解散とともに退社した。記録に残る最後の出演作は、1930年（昭和5年）10月31日（10月15日）に公開された『街の洒落男』（監督稲葉蛟児）であった。
マキノ退社とともに帝国キネマ演芸に移籍、同年6月10日に公開された『嘆きの都』（監督曾根純三）等に出演したが、同社は同年8月28日、新興キネマに改組され、津村は継続的に新会社に入社した。1932年（昭和7年）10月、同社を退社して台湾に戻り、台湾プロダクションを設立し、『義人呉鳳』（監督千葉泰樹・安藤太郎）を製作、これに出演した。1933年（昭和8年）には内地に帰って、フリーランサー協会に参加、『決戦高田の馬場』（監督池田富保）等のトーキーに脇役出演する。同年、新興キネマに所属する10歳下の女優・水原玲子（当時23歳）との恋愛事件が発覚、翌1934年（昭和9年）9月には水原は同社を退職せざるを得なくなる、という事件が起きている。津村はこれを機に、東京へ移り、1935年（昭和10年）には、日活多摩川撮影所（現在の角川大映撮影所）に入社。1940年（昭和15年）からは、芸名を「津村 膠」ないし「津村 嵺」と改め、1942年（昭和17年）3月7日に公開された田口哲監督映画『将軍と参謀と兵』まで映画出演を続けた。
1942年（昭和17年）1月27日、戦時統合によって設立した大映に参加した様子はなく、その後の消息は不明とされていたが、終戦後に刊行された映画雑誌『大映ファン』1950年1月1日号にて、津村の実娘にあたる女優・モデルの桜英子（本名樋村三枝、1928年 - 没年不詳）によれば、自身が十文字高等女学校（現在の十文字中学校・高等学校、十文字学園女子大学）を卒業する前年に亡くなったという旨が記されている。したがって没年は1944年（昭和19年）、満42-43歳没となる。

## フィルモグラフィ

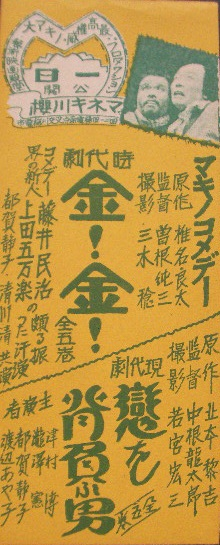
『金!金! 時代篇』『戀を背負ふ男』を同時上映した桜川キネマでの1926年公開時のポスター。後者（下半分）に津村の名が確認できる。

クレジットはすべて「出演」である。公開日の右側には役名、および東京国立近代美術館フィルムセンター（NFC）、マツダ映画社所蔵等の上映用プリントの現存状況についても記す。同センター等に所蔵されていないものは、とくに1940年代以前の作品についてはほぼ現存しないフィルムである。資料によってタイトルの異なるものは併記した。

### 東亜キネマ甲陽撮影所
すべて製作は「東亜キネマ甲陽撮影所」、配給は「東亜キネマ」、すべてサイレント映画である。
- 『海の悲劇』 : 監督阪田重則、1924年12月25日（12月24日[5]）公開 - 新進作家佐々木
- 『闘争の後』（『闘争の夜』[5]） : 監督仁科熊彦、1925年3月4日公開
- 『断崖に立つ乙女』 : 監督桜庭青蘭、1925年5月29日公開

### マキノプロダクション御室撮影所
特筆以外すべて製作は「マキノプロダクション御室撮影所」、配給は「マキノ・プロダクション」、すべてサイレント映画である。
- 『糸の切れた風船玉』 : 監督井上金太郎、原作・脚本寿々喜多呂九平、撮影松田定次、1925年12月11日（10月10日[5]）公開
- 『エキストラガール』 : 監督衣笠貞之助・山根幹人、原作・脚本山根幹人、1925年12月18日（10月20日[5]）公開
- 『復讐と兄弟』 : 監督勝見正義、原作・脚本西條照太郎、1925年12月18日公開 - 長男哲之助
- 『喧嘩日記』 : 監督・脚色井上金太郎、原作秋篠珊次郎（井上金太郎）、1926年1月31日公開 - 兄甲一
- 『臆病武士』 : 監督富沢進郎、原作・脚本滝沢憲（滝沢英輔）、1926年3月12日（3月7日[5]）公開 - 主演
- 『外道』 : 総指揮マキノ省三、監督沼田紅緑、原作・脚本西條照太郎、撮影松田定次、1926年4月3日公開 - 友柾木六郎
- 『卒業と青春』 : 監督井上金太郎、原作・脚本秋篠珊次郎（井上金太郎）、1926年4月30日公開 - 斎田さん
- 『人生親爺となる勿れ』 : 監督・主演中根龍太郎、原作・脚本北本黎吉、1926年5月14日公開 - 長男寛次
- 『夕陽の沈むころ』（『夕陽の沈む頃』[5]） : 監督富沢進郎、原作・脚本滝沢憲（滝沢英輔）、1926年5月28日（5月20日[5]）公開 - 兄琢三
- 『転落』 : 監督井上金太郎、原作・脚本秋篠珊次郎（井上金太郎）、1926年6月18日公開 - 敵討の若侍
- 『恋を背負う男』（『恋を背負ふ男』[5]） : 監督中根龍太郎、原作・脚本北本黎吉、1926年6月25日公開 - 無名の作家（主演）
- 『清河八郎の死』 : 監督橋本佐一呂、原作河合広始、脚本妹尾利九三、1926年9月10日（9月8日[5]）公開
- 『闇黒の街』 : 監督・脚色高見貞衛、原作北藤順一、1926年12月22日公開 - 盗賊の隊長 美男の勇吉
- 『鈴蘭の唄』 : 監督鈴木謙作、原作・脚本芝蘇呂門、1927年1月5日公開 - 天平の男美術学生（主演）
- 『大尉の娘』 : 監督井上金太郎、原作中内蝶二、脚本秋篠珊次郎（井上金太郎）、1927年1月10日公開 - 村長の伜新太郎
- 『影』 : 監督曾根純三、原作・脚本椎名良太、1927年2月25日公開 - 若い男
- 『謎の一夜』 : 監督マキノ正博、脚本森正文、1927年3月31日公開 - 光をおそれる男・二重人格の男（二役）
- 『新生の妻』 : 監督高見貞衛、原作岸峯太郎、脚本北本黎吉・北藤順一、1927年4月15日公開 - 哲勝後に勝造
- 『学生五人男 発端篇』（『学生五人男 発端篇 第一篇』[5]） : 監督富沢進郎、原作・脚本八尋不二、1927年5月13日公開
- 『恋の守備兵』 : 監督中根龍太郎、原作・脚本北本黎吉、製作勝見庸太郎プロダクション、1927年6月10日（6月11日[5]）公開 - 伍長（主演）
- 『学生五人男 暗黒篇』 : 監督マキノ正博、原作・脚本八尋不二、1927年6月14日（7月14日[5]）公開 - 主演
- 『道中悲記』 : 総指揮マキノ省三、監督井上金太郎、原作・脚本秋篠珊次郎（井上金太郎）、1927年6月17日公開 - 酒匂小十郎（主演）
- 『いろは仮名四谷怪談 前篇』 : 監督井上金太郎、原作鶴屋南北、脚本秋篠珊次郎（井上金太郎）、1927年7月14日公開 - 小仏小平
- 『いろは仮名四谷怪談 後篇』 : 監督井上金太郎、原作鶴屋南北、脚本秋篠珊次郎（井上金太郎）、1927年7月22日公開 - 小仏小平
- 『学生五人男 飛躍篇』 : 監督久保為義・マキノ正博、原作・脚本八尋不二、1927年8月19日公開
- 『狂めく舞踏場』 : 監督・脚本芝蘇呂門、原作北本黎吉、1927年9月15日公開 - 主演
- 『烏組就縛始末』 : 監督高見貞衛、原作直木三十五、脚本都村健、1927年10月14日公開 - 倅彦兵衛
- 『妖婦』 : 監督マキノ正博、原作西條照太郎、脚本久保為義、1927年11月3日（10月29日[5]）公開
- 『任侠二刀流 第一篇』 : 監督高見貞衛、原作国枝史郎、脚本山上伊太郎、1927年11月11日公開 - 志水幹之助
- 『消ゆる船唄』 : 監督富沢進郎、原作伊集院綾子、脚本明光寺厚麿、1927年12月1日公開 - 主演
- 『任侠二刀流 第二篇』 : 監督高見貞衛、原作国枝史郎、脚本山上伊太郎、1927年12月15日公開 - 志水幹之助
- 『斑蛇 前篇』 : 総指揮マキノ省三、監督二川文太郎、原作・脚本寿々喜多呂九平、1928年1月15日公開 - 小酒井新七郎
- 『悪党』 : 監督富沢進郎、原作・脚本都村健、1928年1月29日公開 - 勤王志士 生島嚆之助
- 『任侠二刀流 終篇』 : 監督高見貞衛、原作国枝史郎、脚本山上伊太郎、1928年2月10日公開 - 志水幹之助
- 『返り討以上』（『返り討ち以上』[5]） : 監督金森萬象、原作・脚本寿々喜多呂九平、1928年2月17日公開
- 『忠魂義烈 実録忠臣蔵』 : 総指揮・監督マキノ省三、監督補秋篠珊次郎（井上金太郎）、脚本山上伊太郎・西条照太郎、1928年3月14日公開 - 清水一角弟、78分尺で現存（NFC所蔵[9]）
- 『旋風児』 : 製作マキノ正博、監督富沢進郎、原作・脚本寿々喜多呂九平、製作マキノプロダクション名古屋撮影所、1928年4月3日公開
- 『紅手袋 前篇』 : 監督川浪良太、原作星野辰男、脚本葛飾陶九郎、製作マキノプロダクション名古屋撮影所、1928年6月15日（5月26日[5]）公開 - 主演
- 『紅手袋 後篇』 : 監督川浪良太、原作星野辰男、脚本葛飾陶九郎、製作マキノプロダクション名古屋撮影所、1928年6月22日（6月8日[5]）公開 - 主演
- 『噫山東』 : 監督吉野二郎、原作・脚本佃血秋、1928年6月29日公開 - 佐伯孝太郎
- 『蹴合鶏』 : 総指揮マキノ省三、監督マキノ正博、原作・脚本山上伊太郎、殺陣マキノ登六、1928年6月29日（6月14日[5]）公開 - 小山田新六
- 『緋の笑ひ』（『緋の笑い』） : 監督二川文太郎、原作・脚本紫乃塚乙馬、1928年9月21日（9月8日[5]）公開 - 若い武士（主演）
- 『栄光の家』 : 監督・脚本川浪良太、1928年11月10日公開 - 主演
- 『隼六剣士 前篇』 : 監督金森萬象、原作・脚本寿々喜多呂九平、1929年1月5日公開
- 『隼六剣士 後篇』 : 監督金森萬象、原作・脚本寿々喜多呂九平、1929年1月10日公開
- 『浪人街 第二話 楽屋風呂 第一篇』 : 監督マキノ正博、原作・脚本山上伊太郎、1929年1月15日公開 - 白川三十郎、『浪人街 第二話 樂屋風呂』題・73分尺で現存（NFC所蔵[9]）
- 『浪人街 第二話 楽屋風呂 解決篇』 : 総指揮マキノ省三、監督マキノ正博、原作・脚本山上伊太郎、1929年2月8日公開 - 白川三十郎、同上[9]
- 『帰らぬ父』 : 監督稲葉蛟児、原作ジュールズ・ファースマン（英語版）、翻案・脚色瀬川與志、1929年2月22日公開 - 長男晃
- 『アラビヤの唄』 : 監督・原作・脚本川浪良太、1929年3月1日公開 - 青年清作
- 『大化新政』 : 総監督・原案マキノ省三、監督補助二川文太郎・稲葉蛟児・金森萬象・マキノ正博・松田定次・中島宝三・押本七之助・吉野二郎、脚色瀬川與志、1929年3月1日公開 - 清川忠麿臣
- 『狂へる小鳩』 : 監督・原作・脚本阪田重則、1929年4月7日公開 - 田中時雄
- 『ある女と画家』（『或る女と画家』[5]） : 監督滝沢英輔、原作・脚本高橋黎二、1929年4月26日公開
- 『深夜の薔薇』 : 監督稲葉蛟児、原作・脚本瀬川與志、1929年5月17日公開
- 『東京』 : 監督川浪良太、原作・脚本・主演近藤伊与吉、1929年6月7日公開
- 『茂一ヤーイ』 : 監督滝沢英輔、脚本多久馬吉、1929年6月14日公開
- 『銀流し』 : 総指揮マキノ省三、監督・脚本川浪良太、原作曾我廼家五郎、1929年6月28日公開 - 電信工夫 中島政吉（主演）
- 『勝鬨の唄』（『小唄レヴュー 勝鬨の唄』[5]） : 監督・脚本三上良二、1929年7月14日公開 - 主演
- 『パイプの三吉』 : 監督滝沢英輔、原作・脚本近藤伊与吉、1929年9月20日公開 - 主演
- 『侠艶録』 : 監督吉野二郎、原作佐藤紅緑、脚本高橋黎二、1929年10月11日公開
- 『荒木又右衛門 全五篇』 : 総指揮・原案マキノ省三、監督マキノ正博・二川文太郎・押本七之助・金森萬象・吉野二郎・中島宝三、脚色瀬川與志、1929年11月1日公開
- 『愛する者の道』 : 監督・脚本二川文太郎、原作加藤武雄、1929年11月8日公開
- 『早慶戦時代』 : 監督川浪良太、原作斎藤三郎、脚本八田尚之、1929年11月15日公開 - 選手河部
- 『露路裏の鼠賊』（『路地裏の鼠族』[5]） : 監督金森萬象、原作・脚本寿々喜多呂九平、1929年11月28日公開 - 小鼠の信公事（主演）
- 『雲霽るゝ』（『霧霽るゝ』[5]） : 監督滝沢英輔、原作・脚本不明、1929年12月20日公開 - 主演
- 『無名の毒華』 : 監督・原作・脚本川浪良太、1929年製作・公開 - 主演
- 『少佐の娘』 : 監督稲葉蛟児、原作片岡鉄兵、脚色瀬川與志、潤色物部晋太郎（稲葉蛟児）、1930年1月10日（1929年11月29日[5]）公開 - 花田圭三
- 『草に祈る』 : 総指揮マキノ正博、監督三上良二、原作桜井忠温、脚色阪田重則、1930年3月7日（8日[5]）公開 - 主演
- 『祇園小唄絵日傘 第三話 夢枕』（『絵日傘 第三話 夢枕』[5]『祇園小唄絵日傘 第三話 草枕』[4]） : 監督金森萬象、原作長田幹彦、脚本東艸之介、1930年3月14日公開 - 主演
- 『父』 : 監督稲葉蛟児、脚本高橋黎二、1930年3月21日（1月15日[5]）公開
- 『学生三代記 明治時代』 : 監督マキノ正博・阪田重則・並木鏡太郎・久保為義、原作・脚本八田尚之、1930年4月10日公開
- 『学生三代記 昭和時代』 : 監督マキノ正博・川浪良太・滝沢英輔、原作八田尚之、脚本不明、1930年4月10日公開 - 村田（主演）、16分尺の短縮版が現存（NFC所蔵[9]）
- 『南極に立つ女』 : 監督滝沢英輔、原作・脚本三村伸太郎、1930年6月20日（7月6日[5]）公開
- 『盲目の弟』 : 監督二川文太郎、原作アルツール・シュニツレル（アルトゥル・シュニッツラー）、脚色紫乃塚乙馬、1930年8月1日公開 - 順二
- 『紅燈一代女』 : 製作マキノ正博、監督久保為義・根岸東一郎・マキノ正博、原作・脚本八田尚之、1930年9月20日（9月19日[5]）公開
- 『進軍喇叭』 : 監督・脚本阪田重則、原作曾我廼家五郎、1930年9月26日（8月8日[5]）公開
- 『街の洒落男』 : 監督稲葉蛟児、原作・脚本瀬川與志、1930年10月31日（10月15日[5]）公開 - 主演

### 帝国キネマ演芸
すべて製作・配給は「帝国キネマ演芸」、すべてサイレント映画である。
- 『嘆きの都』 : 監督曾根純三、原作中村武羅夫、脚本三村伸太郎、1931年6月10日公開
- 『愛すべく』 : 監督・脚本鈴木重吉、原作牧逸馬、1931年6月26日公開
- 『心の暁』 : 監督印南弘、原作・脚本民門敏雄、1931年8月15日公開

### 新興キネマ
すべて製作・配給は「新興キネマ」、すべてサイレント映画である。
- 『何が彼女を殺したか』 : 監督鈴木重吉、1931年9月24日公開 - 三浦工場主
- 『最後の審判』 : 監督印南弘、1931年10月4日公開 - 検事古河健
- 『毒草』 : 監督曾根純三、原作菊池幽芳、1931年10月15日公開 - 花壇翠紅園主吉蔵（主演、「津村宏」表記[4][5]）
- 『曙の歌』 : 監督印南弘、原作加藤武雄、1931年11月21日公開 - 友人大川周三
- 『死の餞別 井上中尉夫人』 : 監督木村恵吾、原作・脚本八尋不二、1932年1月7日公開 - 井上中尉（主演）
- 『悲しみの天使』 : 監督印南弘、原作中村武羅夫、1932年3月17日公開 - 女学校の音楽教師吉川敬三郎
- 『火の翼』 : 監督高見貞衛、原作加藤武雄、1932年5月15日（5月13日[5]）公開 - 里子の許婚鎮郎

### 台湾プロダクション
サイレント映画である。
- 『義人呉鳳』 : 監督千葉泰樹・安藤太郎、1932年製作・公開[7][17] - タッパン社若者イオン、64分尺で現存（NFC所蔵[9]）

### フリーランサー協会
すべてトーキーである。
- 『決戦高田の馬場』 : 監督池田富保、製作太秦発声映画・ゼーオースタヂオ、配給日活、1933年9月14日公開 - 中山安之助
- 『彼女のイット』 : 監督俵絃太郎、製作太秦発声映画、配給日活、1933年9月22日公開 - 人事課長 久能木昌一
- 『笹野権三郎 三日月笹穂切り』（『三日月笹穂切り』[5][8]） : 監督・脚本稲垣浩、原作岸井紫浪、製作片岡千恵蔵プロダクション、配給日活、1933年10月26日公開 - 浜田貞之[4]（濱田貞之丞[5][8]）
- 『只野凡児 人生勉強』 : 監督木村荘十二、製作ピーシーエル映画製作所、配給東和商事映画部、1934年1月5日公開[2]

### 日活多摩川撮影所
特筆以外すべて製作は「日活多摩川撮影所」、配給は「日活」、以降すべてトーキー、特筆以外すべて「津村 博」名義である。
- 『リングの王者』 : 監督清瀬英次郎、原作山崎謙太、脚本荒巻芳郎、1935年10月24日公開 - 北村巖
- 『試験地獄』 : 監督倉田文人、原作竹田敏彦、脚本小田喬、1936年3月19日公開 - 家庭教師 平岡
- 『丸髷と文学』 : 監督清瀬英次郎、原作高田保、脚本黒沼健、1936年4月29日公開 - 大衆作家 三井
- 『日蝕は血に染む』 : 監督首藤壽久・森永健次郎、脚本八木保太郎、1936年7月8日公開 - 鵜沢次長
- 『昇給酒合戦』 : 監督千葉泰樹、原作サトウハチロー、脚本山崎謙太・小国英雄、1936年7月9日公開 - 友田
- 『魂』 : 監督・脚本渡辺邦男、原作野沢純、1936年8月14日公開 - 津山
- 『女の階級』 : 監督千葉泰樹、原作吉屋信子、脚本荒巻芳郎、1936年10月15日公開 - 菱沼俊一（菱沼俊二）
- 『高橋是清自伝 前後篇』 : 監督・脚本渡辺邦男、1936年11月19日公開 - 仙台候・曽根（二役）
- 『うちの女房にや髭がある』 : 監督千葉泰樹、原作和田邦坊、脚本笠原良三、1936年12月11日公開 - その夫・上杉
- 『浴槽の花嫁』 : 監督清瀬英次郎、原作サトウハチロー、脚本山崎謙太・小国英雄、1936年12月31日公開 - 津森博
- 『恋愛べからず読本』（『戀愛べからず読本』[8]） : 監督千葉泰樹、原作芳川幸夫、脚本陶山鉄・笠原良三、1937年1月7日公開 - 富山
- 『男性審議会』 : 監督・脚本清瀬英次郎、原作宗文之助、1937年2月11日公開 - 春野圭吾
- 『悦ちゃん』 : 監督・脚本倉田文人、原作獅子文六、1937年2月28日公開 - 細野夢月
- 『女よ男を裁け』 : 監督清瀬英次郎、原作竹田敏彦、脚本八木保太郎、1937年5月6日公開 - 中里克彦
- 『真実一路 父の巻』 : 監督田坂具隆、原作山本有三、脚本荒巻芳郎、1937年6月3日公開 - 隅田恭輔、『真実一路』題・50分尺で現存（NFC所蔵[9]）
- 『真実一路 母の巻』 : 監督田坂具隆、原作山本有三、脚本荒巻芳郎、1937年6月10日公開 - 隅田恭輔、同上[9]
- 『背広の王者』 : 監督清瀬英次郎、原作成川弘、脚本陶山鉄・笠原良三、1937年9月1日公開 - 井口又吉
- 『公園裏の兄妹』 : 監督吉村廉、原作小出英男、脚本荒巻芳郎、1937年9月16日公開 - 佐生新次
- 『軍神乃木さん』 : 監督千葉泰樹、原作竹田敏彦、脚本荒巻芳郎、1937年9月23日公開 - 大川真介
- 『美しき鷹』 : 監督千葉泰樹、原作菊池寛、脚本山崎謙太、1937年10月1日公開
- 『戦士の道』 : 監督首藤壽久、原作竹田敏彦、脚本小国英雄、1937年10月28日公開 - 高松健一
- 『軍国の花嫁』 : 監督首藤壽久、原作風間益雄、脚本荒巻芳郎、1937年12月21日公開 - 兄・康三
- 『忠臣蔵 地の巻』 : 監督池田富保、脚本八木保太郎・瀧川紅葉、製作日活京都撮影所、1938年3月31日公開 - 水郡左一郎、『忠臣蔵 天の卷 地の卷』題・3分尺の断片が現存（NFC所蔵[9]） / 1956年12月12日に新版公開した103分尺の『忠臣蔵 天の卷 地の卷』が現存（日活所蔵[18]）
- 『忠臣蔵 天の巻』 : 監督マキノ正博、脚本八木保太郎・瀧川紅葉、製作日活京都撮影所、1938年3月31日公開 - 水郡左一郎、同上[9]
- 『春雨郵便』 : 監督・脚本水ヶ江龍一、原作吉川英治、1938年4月28日公開 - 池辺工学士
- 『茶房の花々』 : 監督春原政久、原作笠原良三、脚本笠原良三・陶山鉄、1938年6月1日公開 - 引抜屋・島村
- 『蒙古の花嫁』 : 監督首藤壽久、原作益田甫、脚本笠原良三・黒岩健而、1938年6月23日公開 - 秋山勇吉
- 『楽天公子』 : 監督・脚本水ヶ江龍一、原作獅子文六、1938年8月4日公開 - 馬小路公成
- 『北へ帰る』 : 監督・脚本倉田文人、原作菅原卓、1938年9月15日公開 - 水島
- 『女性行路』 : 監督千葉泰樹、原作竹田敏彦、脚本吉田二三夫、1938年11月17日公開 - 秋岡
- 『妻の友情』 : 監督伊賀山正徳、原作川村花菱、脚本笠原良三、1939年3月22日公開 - 伝吉
- 『キャラコさん』 : 監督森永健次郎、原作久生十蘭、脚本永見隆二、1939年9月28日公開[2] - 新聞記者
- 『沃土萬里』 : 監督・脚本倉田文人、「津村 嵺」名義、1940年2月1日公開 - 須崎
- 『女は泣かず 前後篇』 : 監督田口哲、原作竹田敏彦、「津村 膠」名義、1940年3月14日公開 - 支配人 高木
- 『歴史 第一部』 : 監督内田吐夢、原作榊山潤、「津村 膠」名義、1940年5月15日公開 - 仙台藩士 赤坂幸太夫
- 『転落の詩集』 : 監督島耕二、原作石川達三、「津村 膠」名義、1940年8月8日公開 - 奥村愼三郎
- 『山荘の怪事件』 : 監督野口博志、原作湯本雨太郎、「津村 膠」名義、1941年10月1日公開 - 画家 白井英樹
- 『微笑の国』 : 監督古賀聖人、原作伊藤章三、「津村 嵺」名義、1941年1月7日公開
- 『将軍と参謀と兵』 : 監督田口哲、原作伊地知進、「津村 膠」名義、1942年3月7日公開 - 安藤兵団副官